# تیم ملی والیبال زنان کرواسی
تیم ملی والیبال زنان کرواسی تیم ملی والیبال زنان کشور کرواسی است.